# Parafia Przemienienia Pańskiego w Szewnicy
Parafia Przemienienia Pańskiego w Szewnicy – parafia rzymskokatolicka należąca do dekanatu jadowskiego, diecezji warszawsko-praskiej, metropolii warszawskiej Kościoła katolickiego. W parafii posługują księża diecezjalni. Terytorium parafii obejmuje wyłącznie Szewnicę.

## Historia
Pierwotnie Szewnica należała do parafii w Jadowie. Początki posługi duszpasterskiej w miejscowości sięgają lat 50 XX wieku. W latach 1952–58 księża z Jadowa odprawiali msze w prywatnych domach. Zmieniło się to w maju 1958, gdy mieszkańcy wsi wraz z proboszczem jadowskim wybudowali bez planu i pozwolenia istniejący obecnie kościół, wtedy też w Szewnicy utworzony został ośrodek duszpasterski. Od 13 czerwca 1977 w Szewnicy mieszka na stałe kapłan, wtedy też zaczęto prowadzić księgi metrykalne. 17 września 1978 oddano do użytku plebanię. Pełnoprawna parafia erygowana została 4 kwietnia 1999 przez biskupa warszawsko-praskiego Kazimierza Romaniuka. W listopadzie 1999 ten sam biskup poświęcił cmentarz parafialny oraz grotę MB Fatimskiej. W 2008 w parafii odbyły się po raz pierwszy misje święte.